# Pavetta swatowica
Pavetta swatowica är en måreväxtart som beskrevs av Cornelis Eliza Bertus Bremekamp. Pavetta swatowica ingår i släktet Pavetta och familjen måreväxter. Inga underarter finns listade i Catalogue of Life.